# Linwood Holton
Abner Linwood Holton, Jr., född 21 september 1923 i Big Stone Gap, Virginia, död 28 oktober 2021 i Kilmarnock, Lancaster County, Virginia, var en amerikansk republikansk politiker. Han var Virginias guvernör 1970–1974.
Holton tjänstgjorde i USA:s flotta i andra världskriget. År 1944 utexaminerades han från Washington and Lee University och fem år senare avlade han juristexamen vid Harvard Law School. Därefter inledde han sin karriär som advokat i Roanoke. Den 10 januari 1953 gifte han sig med Virginia "Jinks" Rogers och paret fick sedan fyra barn. Holton var en framgångsrik advokat och som politiker lyfte han republikanerna i Virginia från en liten politisk minoritet till en betydande maktfaktor. Avsegregeringen av skolorna var Holtons viktigaste fråga. Efter att han 1970 nådde guvernörsämbetet anmälde han dottern Tayloe till John F. Kennedy High School i Richmond där nästan alla av eleverna var svarta. Guvernör Holton med Tayloe på väg till dotterns skola var ett foto som publicerades på förstasidan av The New York Times. Tidigare guvernören Colgate Darden menade att fotot symboliserade den viktigaste händelsen i Virginias historia under hans livstid. Holton hade 1970 efterträtt Mills E. Godwin som guvernör och fyra år senare efterträddes han av företrädaren Godwin.